# سوتشيميلكو
سوتشيميلكو ؛ سوشي ميلكو (Xochimilco ؛ تلفظ بالإسبانية: ‎/sotʃiˈmilko, ʃotʃiˈmilko/‏) بلدة داخل العاصمة مكسيكو سيتي. تتمركز في مدينة سوتشيميلكو المُستقلة سابقًا، والتي تأسست على الشاطئ الجنوبي لبحيرة سوتشيميلكو في فترة ما قبل الاستعمار الإسباني.
اليوم، تتكون البلدة (borough) من 18 حي و 14 قرية تُحيط بها، وتغطي مساحة 125 كيلومتر مربع (48 ميل2). تقع البلدة في الجزء الجنوبي الشرقي من المدينة وتتمتع بهوية مُنفصلة عن المركز التاريخي لمدينة مكسيكو لانفصالها التاريخي عن تلك المدينة في بمُعظم تاريخها.
تشتهر سوتشيميلكو بقنواتها، والتي تَرَكت مما كان نظامًا واسعًا لبحيرة واسعة ونظام قناة يربط مُعظم مستوطنات وادي المكسيك. تجذب هذه القنوات، جنبًا إلى جنب مع الجزر الاصطناعية المُسماة تشينامبا، السياح وسكان المدينة لركوب قوارب ملونة تشبه الجندول تدعى «تراخينيرا» على مسافة 170 كيلومتر (110 ميل) من القنوات. وهي من بقايا التراث الماضي للإسبان في المنطقة، وقد جعلت من سوتشيميلكو موقع تُراث عالمي.
في عام 1950، كتب برمهنسا يوغانندا في سيرته الذاتية عن اليوغي وكتب أنه إذا كانت هناك مُسابقة جمال ذات مناظر خلابة، فإن سوتشيميلكو ستحصل على الجائزة الأولى. ومع ذلك، فإن التدهور البيئي الحاد للقنوات ونظام تشينامبا قد أثار هذا الوضع موضع تساؤل.

## المدينة والبلدة
تم إنشاء بلدة سوشيميلكو في عام 1928، عندما أعادت الحكومة الفيدرالية تنظيم المقاطعة الفيدرالية لمدينة مكسيكو إلى ستة عشر منطقة. كانت منطقة سوشيميلكو تتمحور حول مدينة سوشيميلكو، والتي كانت مستوطنة مستقلة من فترة ما قبل الإسبان وحتى القرن العشرين. يبقى الانفصال التاريخي للمنطقة عن مكسيكو سيتي في ثقافتها. على الرغم من كونها جزءًا رسميًا من المدينة، إلا أن هويتها تشبه الضاحية. تم تصنيف هذا المركز التاريخي على أنه «باريو ماجيكو» من قبل المدينة في عام 2011. تقع البلدة في وسط جنوب المركز التاريخي لمدينة مكسيكو سيتي، وتحدها بلديات كلاً من تلالبان وكويواكان وتلاهواك وميلبا ألتا. تمتد على مساحة 125 كيلومتر مربع (48 ميل مربع)، وهي ما تمثل 8.4 ٪ من أراضي المقاطعة الفيدرالية. وهي ثالث أكبر بلدة بعد تلالبان وميلبا ألتا. البلدة لها شعار، يُعرف باسم حِز الأزتك، والذي يمثل تربة المنطقة الإسفنجية التي ينبثق منها نباتان مُزهران. على الرغم من القضايا البيئية الخطيرة، تم تخصيص 77.9٪ من الأراضي كمحمية بيئية، و 15.2٪ سكنية و 4.6 تجارية وصناعية.
في عام 2005، بلغ عدد سكان البلدة 404458 نسمة، أي 4.6٪ من إجمالي سكان المقاطعة الفيدرالية. بلغ معدل النمو 1.8٪ خلال العقد الماضي، أي أقل من العقد السابق. ومع ذلك، فإن نسبة كبيرة من سكان البلدة يعيشون في فقر ويعيش الكثير منهم بشكل غير قانوني في محميات بيئية، ويفتقرون إلى الخدمات الأساسية مثل المياه الجارية والصرف الصحي. في الماضي، كانت المنازل في المنطقة مبنية من الطوب اللبن والخشب من أشجار العرعر، ولكن اليوم، مُعظم الإنشاءات عبارة عن إنشاءات من الطوب الخرساني، وكثير منها غير مطلي. بحلول تعداد عام 2010، نما عدد سكانها إلى 415,007 نسمة، أو 4.69 ٪ من إجمالي مدينة مكسيكو.
الكثير من أراضي البلدة عبارة عن قاع بحيرة سابق. ويحتوي على نهرين طبيعيين يُسمان سانتياغو وتيبابانتلا جنبًا إلى جنب مع القنوات المُختلفة، وهو ما تبقى من البحيرة. تحتوي المناطق المُرتفعة من البلدة على غابات صغيرة من أشجار الأوكوت والفراولة والأرز والسرو ومونتيزوما وشجرة تسمى «تيبوزان».
سوتشيميلكو، إلى جانب الأحياء الجنوبية الأخرى مثل ميلبا ألتا وتلالبان، لديها إحصاءات الجريمة أقل من معظم المناطق الأخرى في المقاطعة الفيدرالية. ومع ذلك، فإن الجريمة، لا سيما تلك المتعلقة بالاختطاف والاتجار بالمخدرات، آخذة في الازدياد. تلجئ المجتمعات الريفية إلى العدالة الأهلية أو المُجتمعية. يقول السكان أن هذا ضروري لأنه لا توجد حماية كافية من الشرطة. سوتشيميلكو لديها شرطي واحد فقط لكل 550 ساكن في المتوسط، وكانت هناك شكاوى من أن الشرطة استغرقت أكثر من 30 دقيقة للرد على المكالمات. يبلغ عدد سكان البلدة 368.798 نسمة، لكن فقط 670 شرطيًا و 40 سيارة شرطة. كان هناك قضية واحدة للعدالة الأهلية في عام 1999، عندما تم القبض على شاب مُتهم بالسرقة وضُرِب من قبل السكان قبل تسليمه إلى الشرطة. لكن الشرطة لم تتابع التهمة.

## القنوات والتشينامبا والتراخينيرا

### بحيرة سوتشيميلكو ونظام القناة
تتميز سوتشيميلكو بنظام من القنوات يبلغ إجمالي مساحته حوالي 170 كيلومترًا مُربعًا. تشتهر هذه القنوات والقوارب الصغيرة الملونة التي تطفو فوقها بين أراضٍ مصطنعة تسمى تشينامبا، بشهرة عالمية. تحظى هذه القنوات بشعبية بين سكان مكسيكو سيتي أيضًا، خاصة في أيام الأحد. هذه القنوات هي كل ما تبقى من بحيرة شاسعة ونظام قناة امتد على مُعظم أجزاء وادي المكسيك، مما أدى إلى تقييد مُدن مثل تينوتشتيتلان (مكسيكو سيتي) وسوتشيميلكو في جزر صغيرة. كان نظام الممرات المائية هذا هو مكان النقل الرئيسي، خاصة للبضائع من فترة ما قبل الإسبان حتى القرن العشرين. في فترة ما قبل الإسبان، تم ملء أجزاء من البحيرات الضحلة، مما أدى إلى إنشاء القنوات. ابتداءً من الفترة الاستعمارية المُبكرة، تم تجفيف بحيرات الوادي المترابطة، بما في ذلك بحيرة سوتشيميلكو. بحلول القرن العشرين، تقلصت البحيرات إلى نظام من القنوات لا يزال يربط سوتشيميلكو بوسط مدينة مكسيكو. ومع ذلك، مع ضخ طبقات المياه الجوفية منذ أوائل القرن العشرين، انخفض منسوب المياه الجوفية، وتجفيف القنوات، وكل ما تبقى هو تلك الموجودة في سوتشيميلكو. يتم تغذية القنوات من خلال ينابيع المياه العذبة، والتي يتم استكمالها صناعياً بمعالجة المياه. وذلك لأن منسوب المياه الجوفية لا يزال ينخفض ولا يزال التوسع البشري وملء القنوات مستمرًا، مما يهدد باختفاء آخر هذه القنوات على الرغم من أهميتها للسياحة.

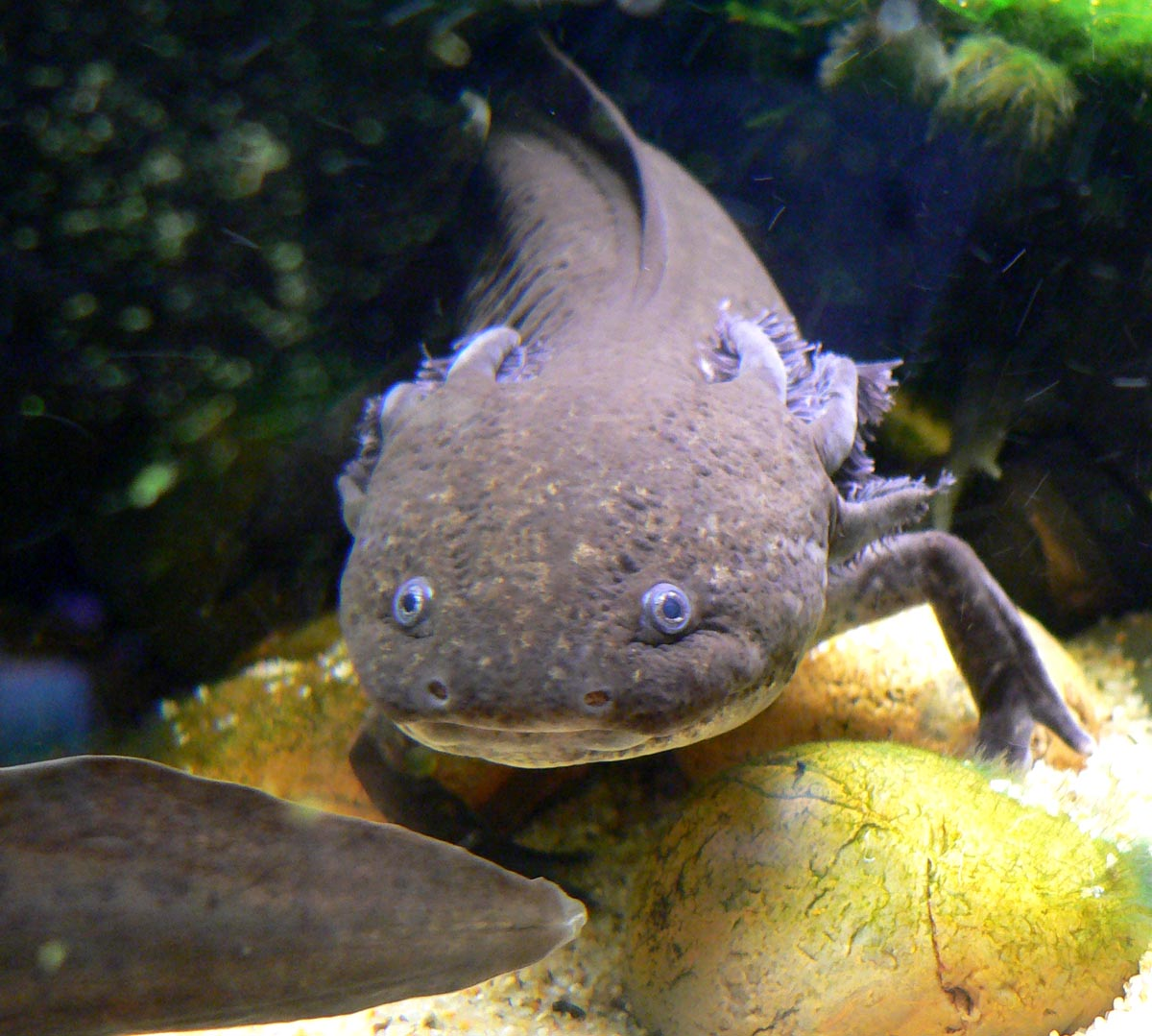
عفريت الماء

تم إعلان هذه القنوات المُتبقية ونظامها البيئي كموقع تراث عالمي في عام 1987، بهدف إنقاذها. الحيوان الأكثر تمثيلاً من هذه المياه هو عفريت الماء (Ambystoma mexicanum). تم استخدام هذا البرمائي كدواء وطعام وجسم احتفالي خلال إمبراطورية الآزتيك. كان يُعتبر تجسيدًا للإله زولوتل، شقيق كيتزالكواتل. تمت دراسته بسبب قدرته على تجديد الأطراف وأجزاء الجسم الأخرى. يمكن أن يصل أيضًا إلى مرحلة النضج الجنسي كيرقة، وهو ما لا يمكن لأي برمائي آخر القيام به. في حين أنه مائي في الغالب، إلا أنه يتمتع بقدرة محدودة على تنفس الهواء. اعتبارًا من عام 2003، لم يكن هناك سوى 600 من عفريت الماء معروفة بوجودها في البرية. يتمثل معظم الخطر الذي يتهدد هذا النوع هو فقدان الموائل والتلوث، ولكن إدخال الأسماك غير المحلية مثل البلطي كان له أيضًا آثار كارثية على سكان هذا النوع وغيره. تشمل جهود الحفظ البحث والتعليم البيئي. بالإضافة إلى الأنواع التي تعيش في المنطقة على مدار السنة، حيث تستضيف الأراضي الرطبة حوالي أربعين في المائة من أنواع الطيور المُهاجرة التي تصل إلى المكسيك، وهناك ما يقرب من 350 نوعًا، تستخدم المناطق الرطبة حول سوتشيميلكو للتعشيش. يأتي العديد من هؤلاء من الولايات المتحدة وكندا. ومع ذلك، فقد تم تحضر الكثير من هذه الموائل. تم العثور على حوالي 700 نوع في المنطقة بشكل عام. بعض الأنواع المُهاجرة تشمل البجع وللقلق والحوّام والصقور. المشاكل الرئيسية الأخرى التي تواجه نظام القناة هي الضرر الناجم عن إدخال الأنواع والأمراض التي تدمر الأنواع المحلية.
ألقت اليونسكو اللوم الأكبر في المشاكل على انتشار المستوطنات البشرية غير القانونية في المنطقة المحمية. في كل عام تفقد البلدة ستة هكتارات من البحيرة السابقة لصالح مستوطنات غير شرعية. وفقًا للبلدة، يعيش حوالي 90.000 شخص في سوتشيميلكو في مستوطنات غير قانونية، مثل تلك الموجودة في المناطق البيئية، و 33804 أسرة تعيش بشكل غير قانوني في تشينامباس . الأكثر إشكالية هي تلك الأقرب من القنوات، والتي تسبب أكبر قدر من التلوث. تغرق المنطقة أيضًا 18 سم (7.1 بوصة) سنويًا بسبب الإفراط في ضخ المياه الجوفية، ويتم ملء القنوات بشكل غير قانوني. التدهور يحدث بسرعة كبيرة، لدرجة أن اليونسكو هددت بسحب مكانة سوتشيميلكو للتراث العالمي.
منذ إعلانها موقع تراث عالمي، كانت هناك محاولات لإنقاذ نظام القناة. أول جهد كبير حدث بين عامي 1989 و 1994. كان هدفها إنشاء بحيرة صناعية كبيرة للسياحة والرياضة تغطي 360 هكتارًا، أي عشرة أضعاف مساحة البحيرة في متنزه تشابولتيبيك. ويشمل أيضًا إنشاء منطقة تشينامبا ومناطق للثقافة والتجارة والمباني المرتفعة، على غرار تلك الموجودة في منطقة سان جيرونيمو. لكن هذه الخطة أوقفتها المجتمعات الزراعية في المنطقة، التي لها تاريخ طويل في الدفاع عن حقوقها. ومع ذلك، منذ ذلك الحين، تم تحضّر المنطقة. تم استبدالها ببحيرة أصغر بكثير، مع منطقة بيئية وسوق نباتات. في عام 2008، بدأت سلطات البلدة برنامج إعادة تشجير أكثر من 5000 هكتار من تشينامباس ومناطق الغابات بتكلفة 20 مليون بيزو. يتضمن هذا البرنامج قطع الأنواع غير المحلية مثل الأوكالبتوس وبعض أنواع الصنوبر والأرز للقضاء على الأوبئة المرتبطة بها. ومع ذلك، فإن السكان بالقرب من الغابات، يعارضون قطع الأشجار السليمة. يتم استبدال هذه الأنواع المحلية، وخاصة العرعر في مناطق تشينامبا. ومع ذلك، لا يزال من المقدر أنه بسبب استمرار الزحف العمراني، فإن القنوات المتبقية والأراضي المحمية ستختفي في غضون خمسين عامًا.

### تشينامبا

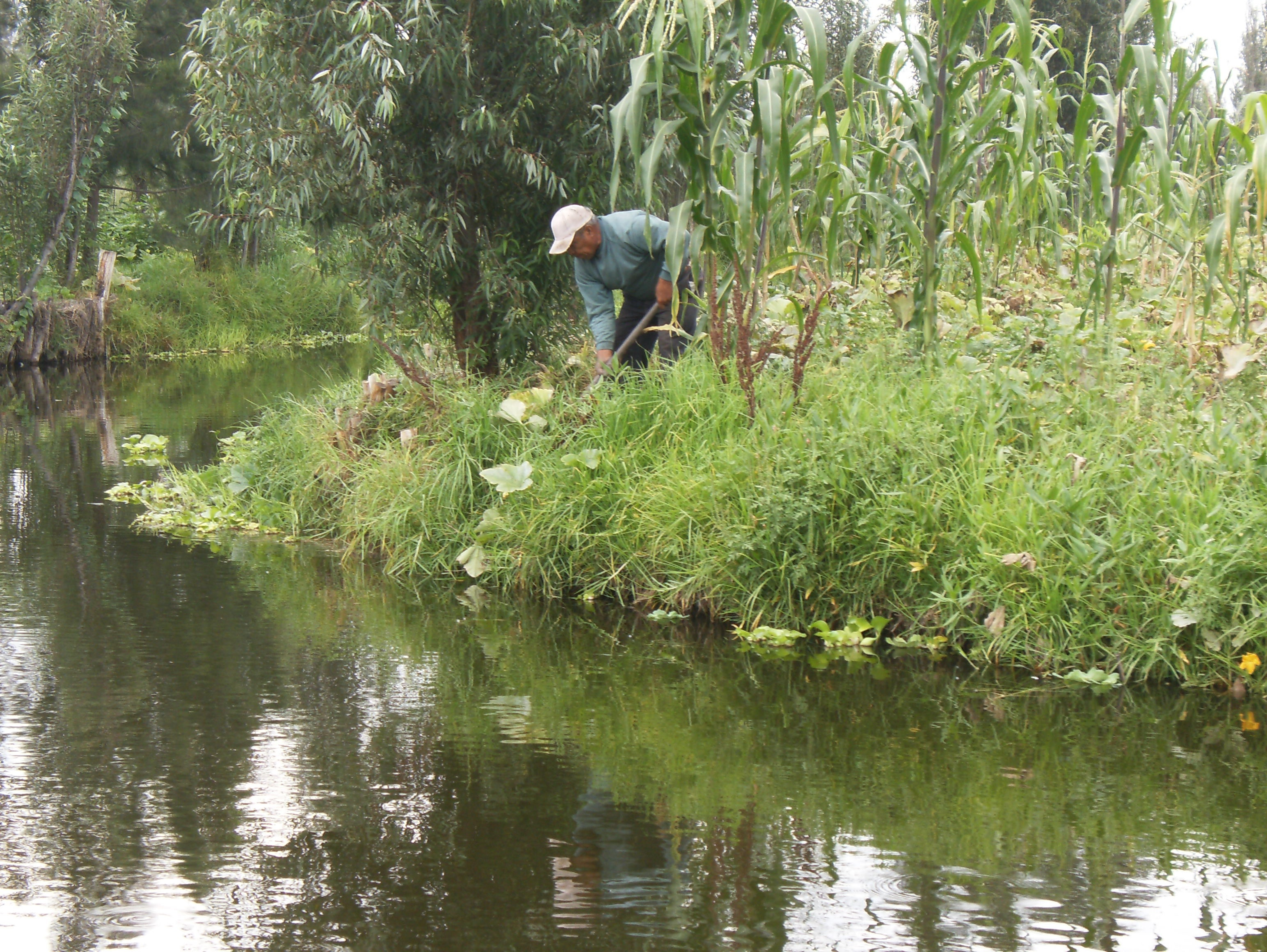
مزارع يزيل الأعشاب الضارة من محاصيله في إحدى مناطق تشينامبا المتبقية في زوتشيميلكو

تم إنشاء قنوات بحيرة سوتشيميلكو في البداية جنبًا إلى جنب مع قطع الأراضي الزراعية الاصطناعية التي تسمى تشينامباس. تم اختراع تشينامباس من قبل شعوب ما قبل اللاتينيين في المنطقة منذ حوالي 1000 عام كوسيلة لزيادة الإنتاج الزراعي. في المياه الضحلة للبحيرات، تم بناء أطواف من أغصان العرعر. على هذه الأطواف العائمة على الماء، تم تكديس الطين والتربة وزراعة المحاصيل. هذه الأطواف، المرتبطة بأشجار العرعر، ستغرق في النهاية ويتم بناء طوافة جديدة لتحل محلها. بمرور الوقت، ستشكل هذه الأطواف الغارقة جزر مربعة أو مستطيلة، مثبتة جزئيًا بواسطة أشجار العرعر. مع انتشار جزر تشينامبا هذه، تم تحويل مناطق البحيرة إلى قنوات. كانت هذه «الحدائق العائمة» جزءًا مهمًا من اقتصاد إمبراطورية الأزتك بحلول الوقت الذي وصل فيه الإسبان.

يوجد في وسط سوتشيميلكو حوالي 200 تشينامبا تغطي مساحة 1800 هكتار. ومع ذلك، فإن أحد أسباب انخفاض هذا العدد هو دمج تشينامبا أصغر لإنشاء مجموعات أكبر. في حين لا يزال هناك من يحافظون على تشينامبا تقليديًا، ويستخدمونها للزراعة، فإن ثقافة تشينامبا تتلاشى في البلدة، مع تحول العديد منهم إلى مناطق حضرية. هذه تشينامبا المتبقية هي جزء من موقع التراث العالمي لسوتشيميلكو. تستخدم تلك التي تظل زراعية في الغالب كمشاتل، ونباتات الزينة مثل الجهنمية، والصبار، والأضالية، وزنابق النهار، وحتى بونساي. نظرًا لأنها يمكن أن تنتج ما يصل إلى ثمانية أضعاف مساحة الأرض التقليدية، فإنها لا تزال جزءًا مهمًا من الإنتاج الزراعي في البلدة. كانت هناك محاولات مختلفة لإنقاذ ما تبقى من تشينامباس، بما في ذلك فهرستها من قبل اليونسكو، UAM ، و INAH في عام 2005، والعديد من جهود إعادة التحريج، وخاصة أشجار العرعر.

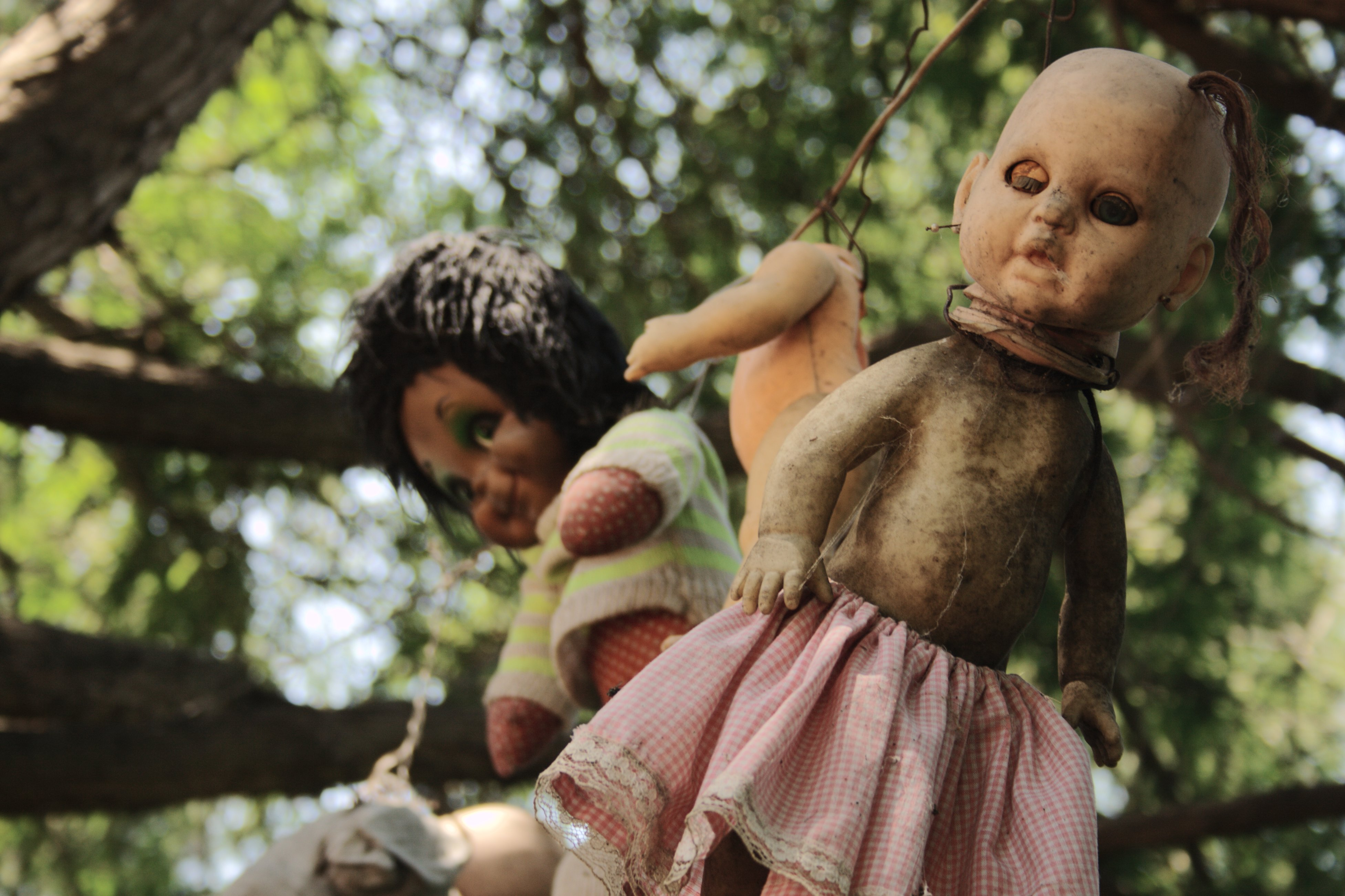
بعض الدمى من صنع سانتانا باريرا

### جزيرة الدمى
جزيرة الدمى (Isla de las Muñecas) هي أشهر حديقة عائمة في سوتشيميلكو، كانت ملكًا لرجل يُدعى دون جوليان سانتانا باريرا، من سكان حي «لا أسونسيون». كان سانتانا باريرا وحيدًا، ونادرًا ما شوهد في معظم مناطق سوتشيميلكو. وفقًا للأسطورة، في صباح أحد الأيام، ذهبت فتاة صغيرة وأخواتها للسباحة في القناة، ولكن التيار كان قويًا جدًا. وسحب التيار إحداهما على طول الطريق عبر القناة، عندما اكتشف سانتانا باريرا الفتاة الصغيرة أثناء غرقها. وصل إليها وكانت ميتة بالفعل. كما وجد دمية تطفو بالقرب منها، وعلى افتراض أنها تخص الفتاة المتوفاة، علقها على شجرة كعلامة على الاحترام.
بعد ذلك، بدأ يسمع همسات وخطوات وعويلات حزينة في الظلام على الرغم من أن كوخه - المختبئ في أعماق غابات سوتشيميلكو- كان على بعد أميال من الحضارة. مدفوعًا بالخوف، أمضى الخمسين عامًا التالية في تعليق المزيد والمزيد من الدمى، وبعض أجزاء الجسم المفقود، في جميع أنحاء الجزيرة في محاولة لاسترضاء ما يُعتقد أنه روح الفتاة الغارقة.
بعد وفاة باريرا في عام 2001 - ورد أن جثته وجدت في المكان المحدد حيث عثر على جثة الفتاة قبل خمسين عامًا - أصبحت المنطقة جذب سياحي شهير حيث يجلب الزوار المزيد من الدمى. يصف السكان المحليون بأن جزيرة الدمى«ساحره» - غير مسكونه - على الرغم من أن المسافرين يدّعون أن الدمى تهمس لهم. لا تزال الدمى موجودة على الجزيرة ، ويمكن الوصول إليها عن طريق القوارب. ظهرت الجزيرة في برنامج قناة السفر «مغامرات الأشباح» وعرض أمازون برايم لور. وتم عرضه أيضًا في BuzzfeedUnsolved .

## التاريخ
يأتي اسم «سوتشيميلكو» من الناواتل ويعني «حقل الزهرة». يشير هذا إلى العديد من الأزهار والمحاصيل الأخرى التي نمت في تشينامباس منذ فترة ما قبل الإسبان. كان الوجود البشري الأول في المنطقة للصيادين الذين استقروا في المجتمعات الزراعية. ارتبطت المستوطنات الأولى في منطقة سوتشيميلكو بمستوطنات كوبيلكو وتلاتيلكو وكواكيلكو خلال الفترة الكلاسيكية. استقر شعب سوتشيميلكو، الذي يُعتبر إحدى قبائل الناهوا السبع التي هاجرت إلى وادي المكسيك، حوالي 900 قبل الميلاد في كوايلاما، بالقرب مما يُعرف الآن بسانتا كروز أكالبكسكا. عبدوا ستة عشر إلهًا، مع شانتيكو إلهة الموقد ؛ سيواكواتل إلهة الأرض ؛ وأبوشتلي إله تشينامباس.
دمر الأسبان سوتشيميلكو خلال الغزو، وأصبحت المركز الاجتماعي والسياسي للمدينة الاستعمارية. وكانت المدينة بدورها أهم مستوطنة في جنوب وادي المكسيك في العصر الاستعماري. أصبحت مستوطنة للإسبان، حيث يعيش السكان الأصليون في مُجتمعات ريفية خارج المدينة. خلال حصار تينوختيتلان، هاجم إرنان كورتيس المدينة وكان فيها «عدد كبير من المحاربين». خلال المعركة، سقط كورتيس من حصانه، وكاد المكسيكيون يلقوا القبض عليه. في اليوم التالي، أرسل غواتيماك عشرة آلاف مُحارب عن طريق البر وألفي زورق لمهاجمة الإسبان، تلاها عشرة آلاف من التعزيزات. لكن هُزِم المكسيكيون، وتمكن كورتيس من القبض على خمسة قباطنة مكسيكيين. ثم شرع كورتيس في مسيرته.:340–347
تم منح سوتشيميلكو لقب مدينة من قبل فيليبي الثاني في عام 1559. خلال الكثير من الحقبة الاستعمارية، تم القضاء على السكان الأصليين في المدينة بسبب الأوبئة، وخاصة التيفوئيد. على الرغم من ذلك، وبسبب القبول الواضح للمسيحية، سُمح لـ سكان سوتشيميلكو بالاحتفاظ بعدد من تقاليدهم وهويتهم كشعب. ظلت المنطقة في الغالب أصلية لمعظم الفترة الاستعمارية. تعني أهميتها كمركز زراعي يسهل الوصول منه إلى مكسيكو سيتي في القرن السابع عشر، كان لا يزال يسافر حوالي ألفي قارب في اليوم على المياه التي تفصل بين المنطقتين.
في عام 1749، أصبحت سوتشيميلكو منطقة شبه مستقلة عن مكسيكو سيتي وظلت كذلك حتى الاستقلال. كما تزداد أهميته كمحطة توقف للمسافرين بين مكسيكو سيتي وكويرنافاكا.
بعد الاستقلال ، أصبحت سوتشيميلكو بلدية فيما كان يُعرف آنذاك بولاية مكسيكو. أصبحت فيما بعد جزءًا من المقاطعة الفيدرالية لمكسيكو سيتي بعد الحرب المكسيكية الأمريكية، عندما تم توسيع هذه المنطقة.
خلال الثورة المكسيكية، جاء أول زاباتيستا إلى البلدة عبر ميلبا ألتا. استولوا على مدينة سوتشيميلكو في عام 1912، وأحرقوا الجزء الجنوبي منها. ثم سيطر جيش تحرير الجنوب على معظم ما يعرف الآن بالمدينة. عندما واجه الزاباتيستا القوات الموالية لفينوستيانو كارانسا في كويمانكو، تسببوا في إتلاف المضخات وأشعلوا النار في مركز سوتشيميلكو والقصر البلدي الأصلي. في عام 1914، التقى فرانسيسكو فيلا وإميليانو زاباتا في سان جريجوريو ووقعوا تحالفًا يسمى «ميثاق سوتشيميلكو».

## الدين

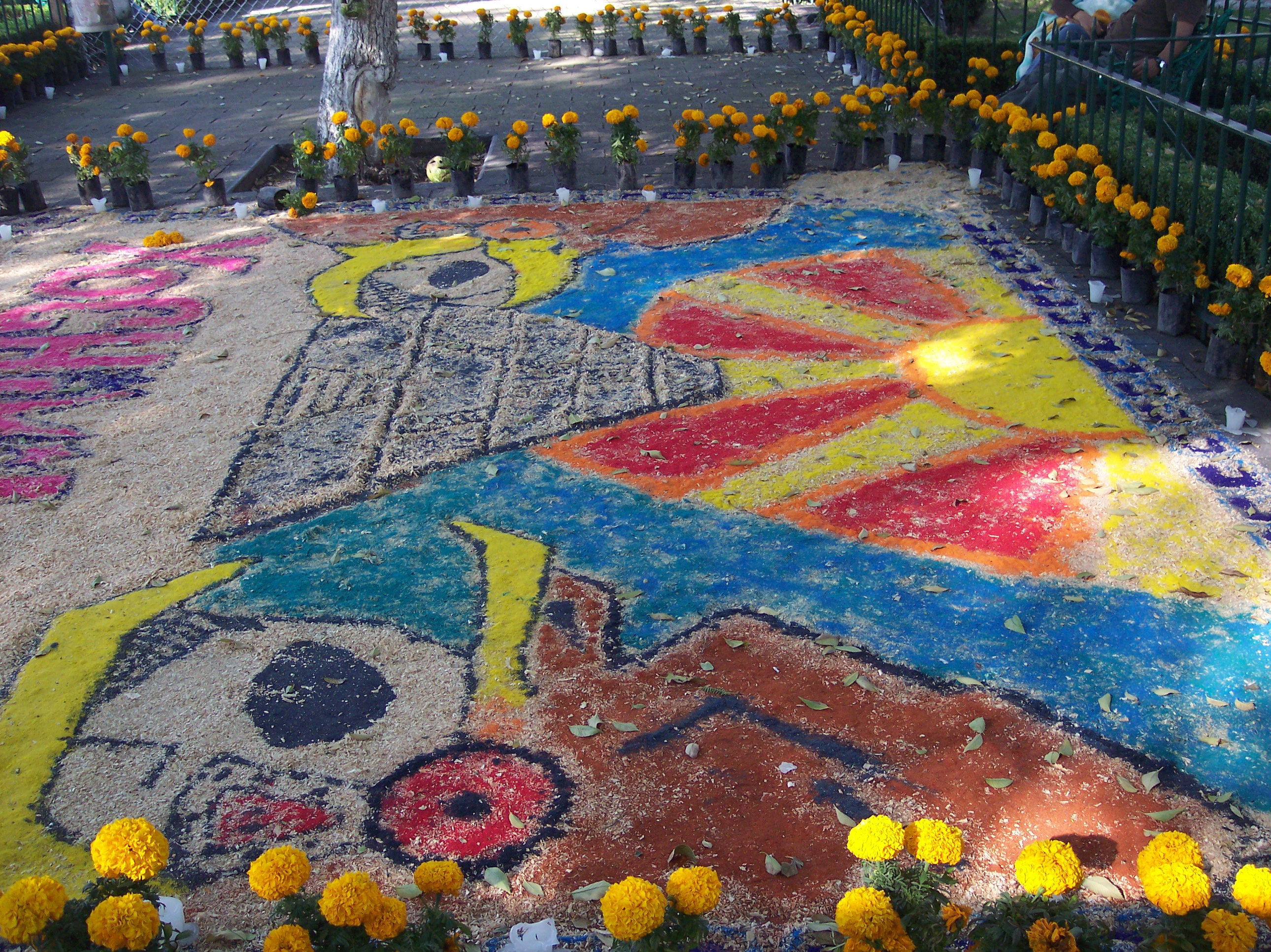
رسم نشارة الخشب ليوم الموتى في سوتشيميلكو

منذ فترة ما قبل الإسبان وحتى الوقت الحاضر، انتشر الدين في حياة الناس في هذه المنطقة. منذ فرضه في أوائل القرن السادس عشر، تغلغل الدين الكاثوليكي وصاغ الثقافة الشعبية. كما هو الحال في أجزاء أخرى من المكسيك، لم يتم القضاء تمامًا على معتقدات وممارسات السكان الأصليين، مثل معتقدات سوتشيميلكا التي تم دمج العديد منها بالكاثوليكية. على الرغم من أن 91٪ من السكان يعرفون أنفسهم ككاثوليك، إلا أنه لا يزال هناك العديد من التقاليد الأصلية المتعلقة بالدورة الزراعية. كان التوفيق بين المعتقدات الأكثر أهمية هو المهرجانات الدينية العديدة التي تقام على مدار العام ، والوسائل التي يتم من خلالها رعاية هذه المهرجانات وتنظيمها.
هناك بعض التعددية الدينية في البلدة على الرغم من أنهم يمثلون أقلية صغيرة جدًا من السكان. هناك ستة وثلاثون تجمعًا غير كاثوليكي في البلدة مع حوالي سبعين مكانًا للعبادة. معظمهم من الجماعات البروتستانتية أو الإنجيلية التي أنشأها المبشرون، ومعظمهم من الولايات المتحدة. تم إنشاء الأول منذ 120 عامًا ، ولكن تم تأسيس معظمها في العشرين عامًا الماضية، مع عدد قليل ولكن متزايد من المتابعين. ومع ذلك، نظرًا لأن جميع الأنشطة الاجتماعية تقريبًا مرتبطة بتقويم المهرجانات الكاثوليكية الشهير، فإن عدم التسامح تجاه الأقليات الدينية يأخذ بشكل عام شكلاً خفيًا يتمثل في استبعادها من الأحداث.

## الاقتصاد

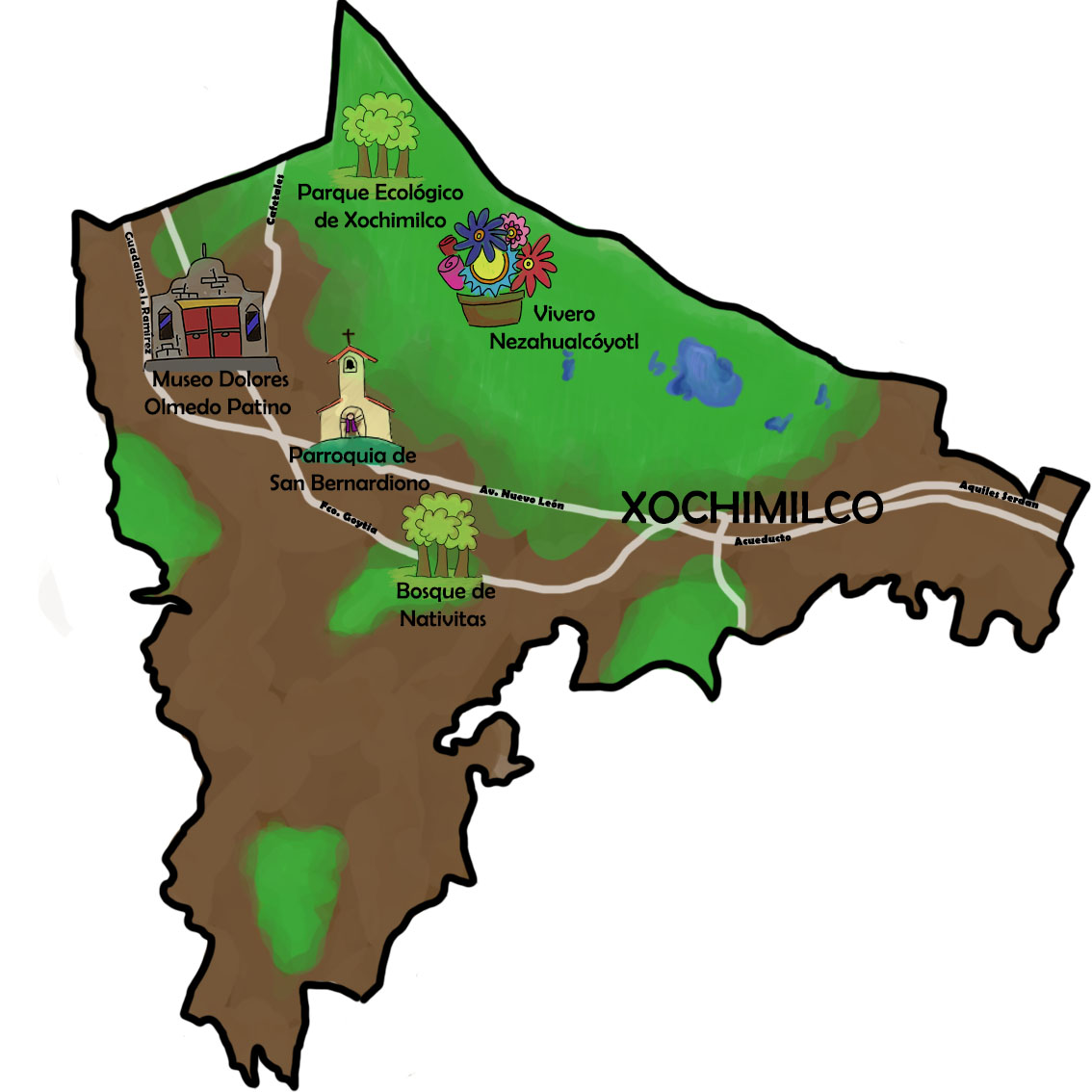
الخريطة السياحية للبلدة

منذ فترة ما قبل الإسبان ، كان اقتصاد سوتشيميلكو يعتمد تقليديًا على الزراعة، في الغالب من خلال توفير احتياجات مدينة مكسيكو. لم يسيطر هذا على الاقتصاد فحسب، بل سيطر أيضًا على الممارسات الدينية في المنطقة، والتي لا يزال من الممكن رؤية بعضها حتى يومنا هذا. لا تزال الزراعة مهمة في البلدة، لكن معظم التركيز تحول إلى الزهور ونباتات الزينة. أحد الأسباب الرئيسية لذلك هو رداءة نوعية إمدادات المياه في المنطقة.
بدءًا من القرن العشرين الأخير، تحول معظم اقتصاد المنطقة بعيدًا عن الزراعة. أحد أسباب ذلك هو تدهور بيئة المنطقة. كما أثرت الأوبئة وسوء التخطيط بشكل خطير على منطقة الحفظ في سوتشيميلكو، لدرجة أن العديد من أشجار الفاكهة المزروعة تقليديًا قد اختفت ، بما في ذلك الكابولين والخوخ. على مدار الأربعين عامًا الماضية، انخفضت نسبة العاملين في الزراعة من أربعين بالمائة إلى ثلاثة بالمائة.
يعمل معظم العاملين في التصنيع (23.5٪) التجارة (39.7٪) والخدمات (33.3٪). أكثر من 91٪ من جميع الأعمال التجارية في البلدة مرتبطة بالتجارة والخدمات. ويساهم التصنيع بنسبة 61.8٪ من الناتج المحلي الإجمالي للبلدية، حيث بلغت التجارة 18.9٪ والخدمات 18٪. بعد الزراعة ، فإن النشاط الاقتصادي الأكثر وضوحًا هو السياحة، والتي تعتبر جزءًا من التجارة والخدمات. القنوات وتشينامبا وتراجينيرا هي مناطق الجذب السياحي الرئيسية في البلدة. لدى البلدة قدراً ضئيل من البنية التحتية الفندقية، ولا توجد فنادق خمس نجوم، ويوجد 183 فندقًا من فئة الأربع نجوم و 98 فندقًا من فئة الثلاث نجوم، لكنها لا تمثل سوى اثنين بالمائة وواحد بالمائة على التوالي من إجمالي المدينة.
نظرًا لأن معظم البلدة لا تزال مصنفة كمحمية بيئية، فهناك عدد من المناطق الخضراء المفتوحة للجمهور.

## التعليم
تحتوي البلدة على 116 مدرسة تمهيدية و 128 مدرسة ابتدائية و 48 مدرسة إعدادية وأربع مدارس ثانوية فنية و 15 مدرسة ثانوية تخدم عددًا من الطلاب يزيد عن 100,000 طالب. 4.6 في المائة من السكان أميون ، أقل من متوسط المدينة. وتتكون أعلى نسبة من الأميين ممن تجاوزوا الستين من العمر. الأدنى في الفئة العمرية 15-19 عامًا.

## معرض الصور

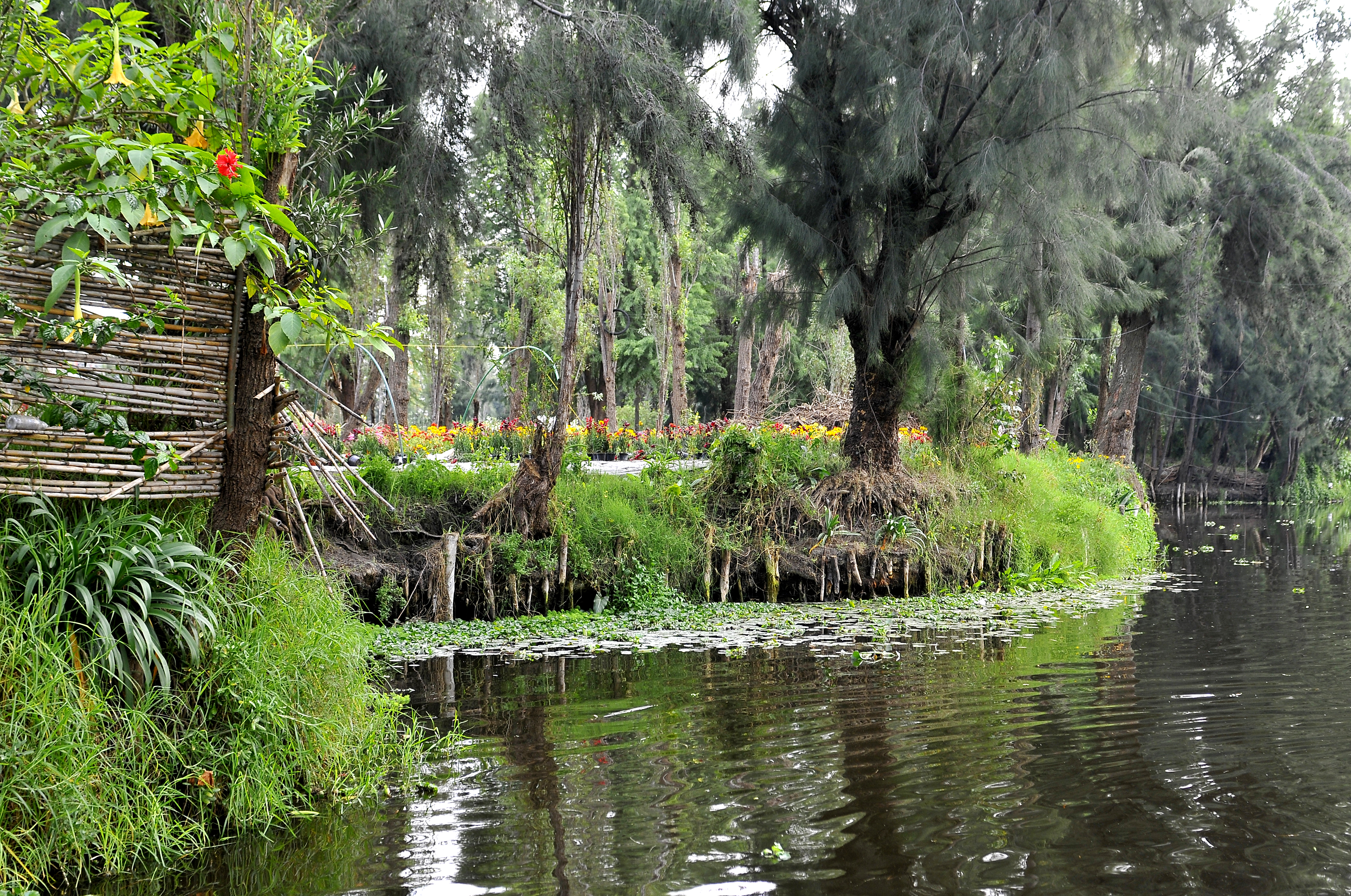
قناة سوتشيميلكو
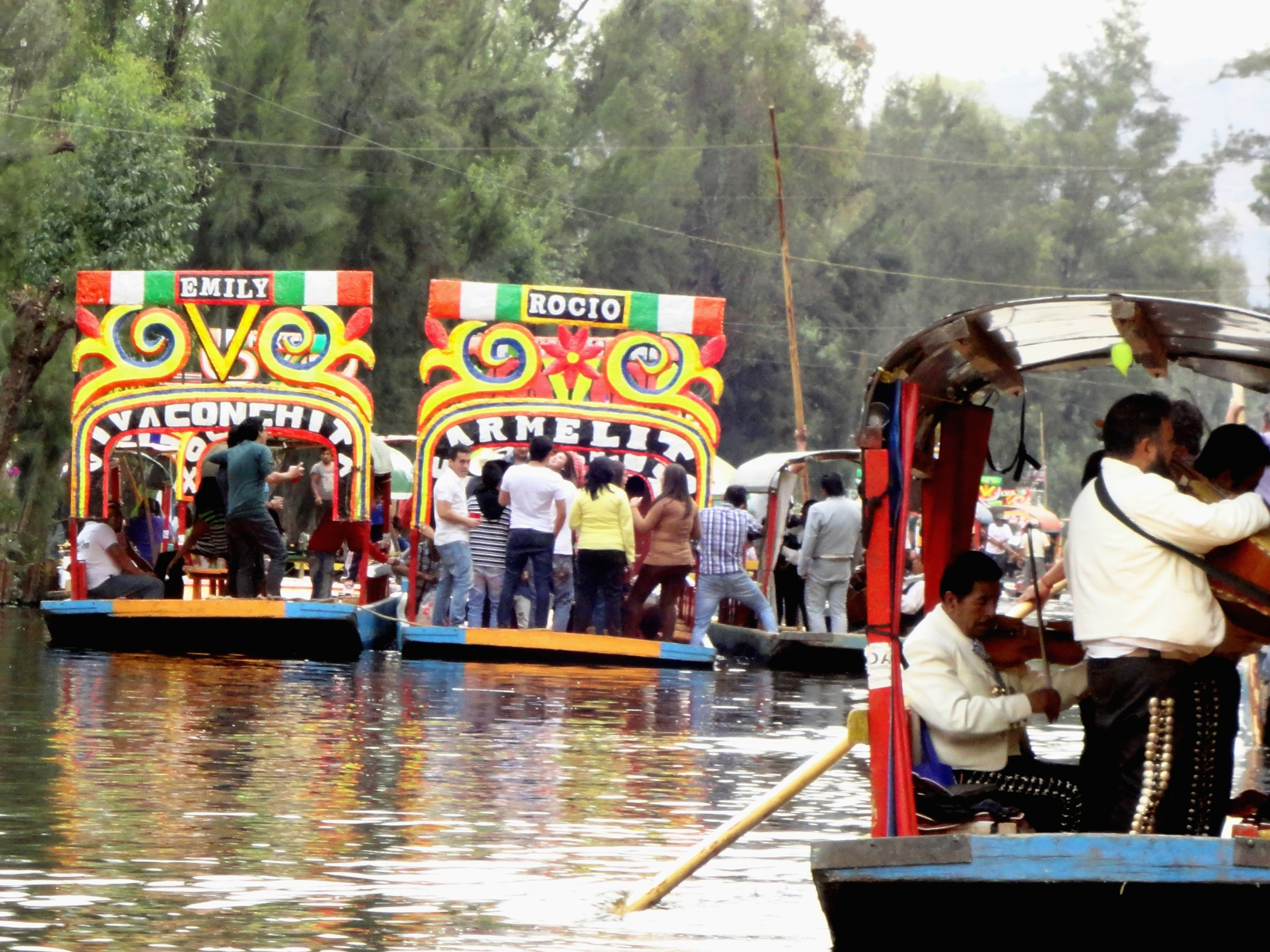
قناة سوتشيميلكو 2
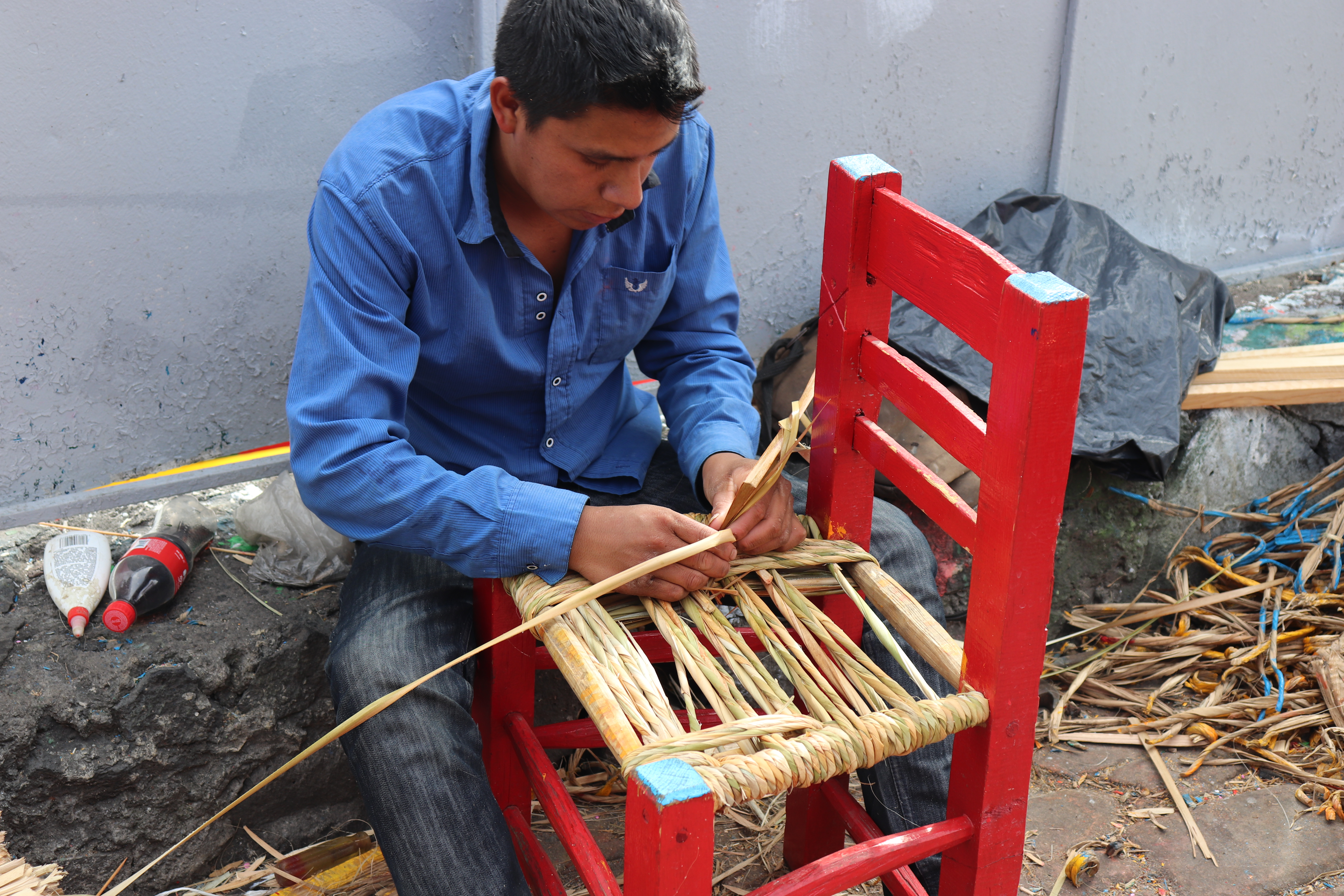
حرفي
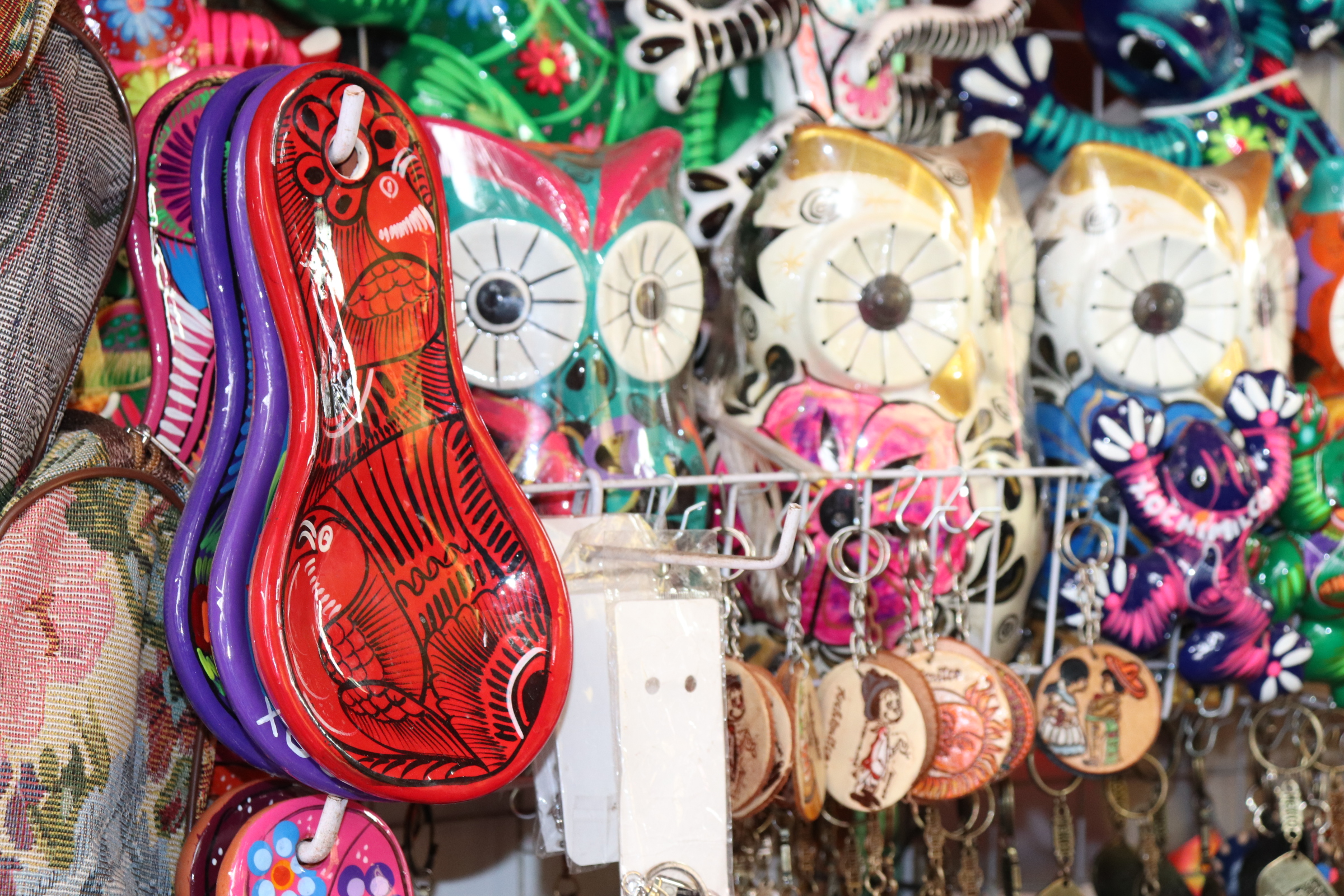
حرف يدوية
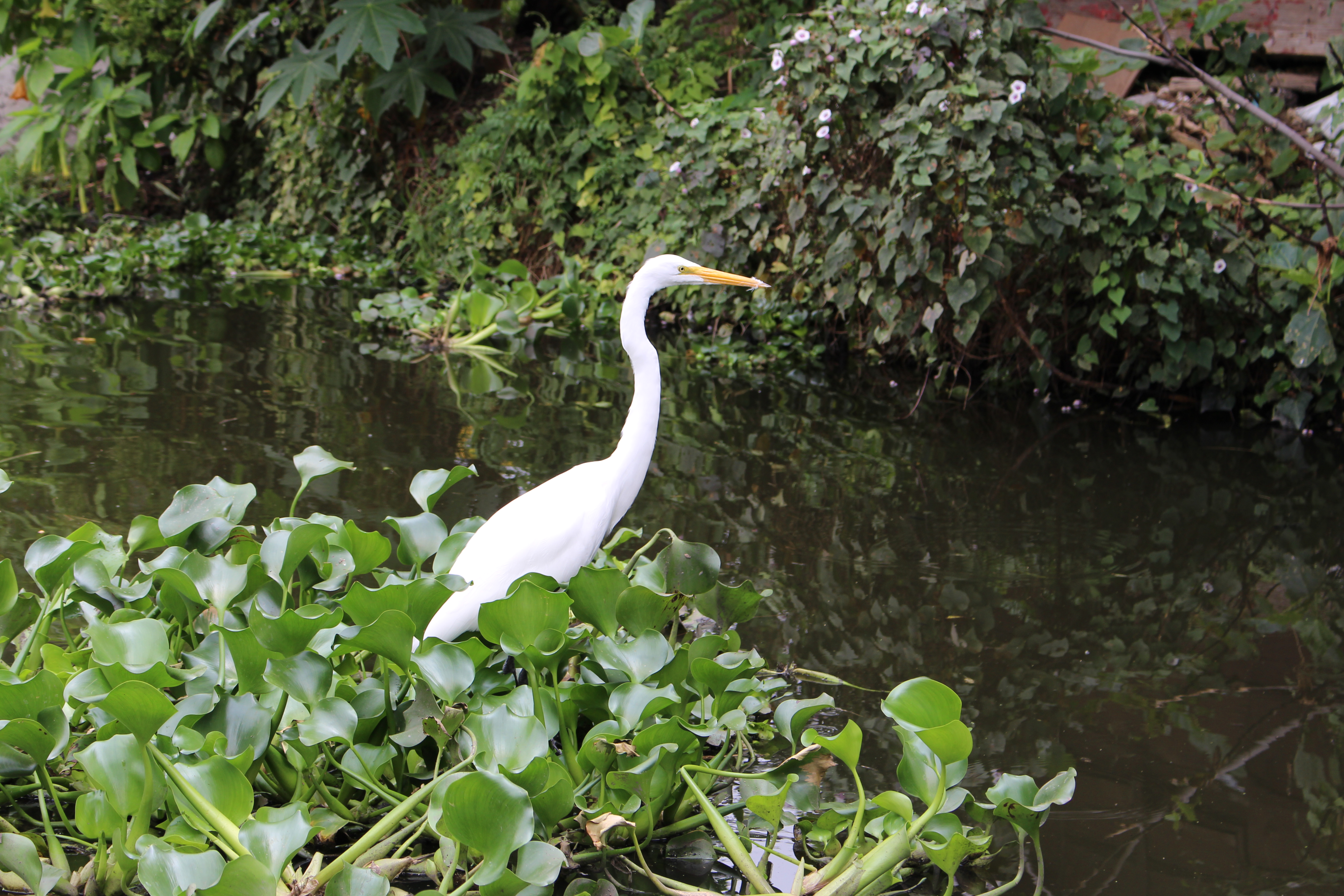
مالك الحزين في سوتشيميلكو

## روابط خارجية
- (بالإسبانية) الموقع الرسمي لمندوبي سوتشيميلكو - الموقع الرسمي لمندوبي سوتشيميلكو.
- (بالإنجليزية) مدونة Environmentalgraffiti.com: «جزيرة الدمى» - مقالة وصور .
- (بالإسبانية) (بالإنجليزية) فول الصويا سوتشيميلكو - CONABIO عبر يوتيوب